# Kopek
Kopek is een bestuurslaag in het regentschap Grobogan van de provincie Midden-Java, Indonesië. Kopek telt 1494 inwoners (volkstelling 2010).